# Fernbahntunnel Frankfurt am Main
Der Fernbahntunnel Frankfurt am Main ist ein geplanter Eisenbahntunnel mit unterirdischem Bahnhof  im Rahmen eines umfassenden Ausbauprojekts des Verkehrsknotens in Frankfurt am Main. Mit einer Inbetriebnahme des Projekts wird in den 2040er Jahren gerechnet. Die erwarteten Kosten wurden von der Bundesregierung im Jahr 2018 mit 3,6 Milliarden Euro angegeben. Das Vorhaben ist Teil eines umfassenden Ausbauprojekts des Knotens Frankfurt.

## Projekt
Am 6. November 2018 wurde vom Bundesverkehrsministerium ein sieben Kilometer langer, zweigleisiger Fernbahntunnel von Niederrad über den Hauptbahnhof bis zum Kaiserlei in den „vordringlichen Bedarf“ des Bundesverkehrswegeplans 2030 aufgenommen. Es handelt sich dabei um das „zentrale Element eines Zukunftskonzepts für den Eisenbahnknoten Frankfurt, das die Gutachter des Bundes im aktuellen Bundesverkehrswegeplan (BVWP) 2030 entwickelt haben“.
Dabei würde der Frankfurter Hauptbahnhof für einen Teil des Fernverkehrs zum Durchgangsbahnhof. Die Kopfbahnsteige des Hauptbahnhofs sollen dabei mit der neuen Fernverkehrs- sowie der S-Bahn-Station über einen neuen Quertunnel miteinander verbunden und Umsteigewege damit verkürzt werden. Es sollen vier unterirdische Bahnsteigkanten, möglichst mit zwei Mittelbahnsteigen, von 420 m Bau- bzw. 405 m Nutzlänge entstehen. Die Bahnsteige sollen mindestens 17 m breit und nicht geneigt sein. Die Station soll in bis zu 27 m Tiefe liegen.
Gemäß eines ersten, noch nicht finalen Grobkonzepts von 2018 sollte der Tunnel im Westen nördlich der Niederräder Brücken in eine Strecke zum Bahnhof Stadion übergehen, die bereits seit längerem in Planung ist. Diese mit 100 km/h befahrbare zweigleisige Strecke für den Fernverkehr soll parallel zur bestehenden Bahnstrecke Mainz–Frankfurt verlaufen und über eine neu zu errichtende dritte Niederräder Brücke führen. Im Osten ist eine höhenfreie Anbindung an die südmainische Bahnstrecke Frankfurt–Hanau (Strecke 3600) geplant. Als möglicher östlicher Endpunkt wird allerdings auch eine Anbindung an die nordmainische Strecke zwischen Ostbahnhof und Fechenheim oder eine Anbindung an beide Strecken über zwei Tunneläste geprüft. Favorisiert wird wegen der Hochhäuser die südliche Variante, die vom Hauptbahnhof zum Main schwenkt und neben oder unter dem Main verläuft und vor dem Offenbacher Hauptbahnhof in die Bestandstrecke einmündet.
Im Februar 2019 wurde die Länge des Tunnels mit 10 km angegeben. Die zulässige Höchstgeschwindigkeit soll bei 120 km/h liegen, die Anbindung an die Strecke nach Frankfurt Stadion soll mit 60 km/h erfolgen. Die Ein- und Ausbindung an das Bestandsnetz soll höhenfrei erfolgen.
Das Vorhaben war 2016 Teil eines 3,2 Mrd. Euro umfassenden Ausbauprojekts des Verkehrsknotens in Frankfurt am Main. Der Gesamtnutzen für das Ausbauprojekt des Knotens Frankfurt für 2030, das den Fernbahntunnel mit einschließt, wurde mit 4,0 Milliarden Euro angegeben, die Gesamtkosten mit 3,2 Milliarden Euro (jeweils Barwert 2015), woraus sich ein Nutzen-Kosten-Verhältnis von 1,2 ergab. 2018 bezifferte die Bundesregierung die Kosten des Tunnels allein auf 3,6 Milliarden Euro.
Die unterirdische Station soll in rund 35 m Tiefe unter dem südlichen Teil des Hauptbahnhofs entstehen. Die Längsneigung soll bis zu 25 Promille betragen, die Bahnsteige möglichst ohne Neigung ausgeführt werden. Die Geschwindigkeit im Tunnel soll mindestens 120 km/h betragen.
Das Vorhaben wird vom Land Hessen, der Stadt Frankfurt am Main, dem Rhein-Main-Verkehrsverbund sowie dem Regionalverband FrankfurtRheinMain unterstützt. Es gehört zu den in Frankfurt-Rhein-Main Plus vorgesehenen Projekten. Der Ausbau des Knotens Frankfurt ist eines von 13 Infrastrukturprojekten des Deutschlandtakts, die laut dem im November 2021 vorgelegten Koalitionsvertrag der rot-grün-gelben Bundesregierung „beschleunigt auf den Weg“ gebracht und „mit hoher politischer Priorität“ umgesetzt werden sollten. Ergebnisse einer Machbarkeitsstudie wurden im Juni 2021 der Öffentlichkeit vorgestellt. Die eigentlichen Planungen der Deutschen Bahn für das Projekt begannen 2023, die Vorplanung soll Anfang 2026 abgeschlossen werden. Die Bauzeit wird auf zehn Jahre nach Abschluss der Planung geschätzt. Mit dem Baubeginn wird für die 2030er Jahre, mit der Inbetriebnahme in den 2040er Jahren gerechnet.

## Nutzen
Die Kapazität des zweigleisigen Tunnels soll bei mehr als zwölf Zügen pro Stunde liegen. Durch den Tunnel sind im Deutschlandtakt 9 Fernverkehrslinien vorgesehen: 7,5 Fernverkehrszüge pro Stunde und Richtung sowie ein stündlicher Regionalzug von Wiesbaden nach Bebra. Weitere, in Frankfurt (Main) Hauptbahnhof beginnende oder endende Linien sollen weiterhin über den Kopfbahnhof fahren. Darüber hinaus sollen mit dem Tunnel zusätzliche Fernverkehrslinien über Frankfurt (Main) Hauptbahnhof geführt werden können. Richtung Frankfurt am Main Stadion (nach Mannheim, Mainz oder Köln) soll eine Fahrzeitverkürzung von etwa eineinhalb Minuten erreicht werden, Richtung Hanau etwa drei Minuten. In Verbindung mit dem Entfall des Fahrtrichtungswechsels im Kopfbahnhof soll ein mittlerer Reisezeitgewinn von acht Minuten erreicht werden. Aufgrund der Funktion von Frankfurt als zentraler Eisenbahnknoten in Deutschland entfalte dieser Fahrzeitgewinn einen besonders großen Nutzen. Unter anderem soll die Reisezeit zwischen Kassel und Mannheim von 111 auf 103 Minuten zurückgehen, zwischen Würzburg und Frankfurt Flughafen von 71 auf 60 Minuten. Verspätungen sollen reduziert werden.
Im ersten Gutachterentwurf des Deutschlandtakts war das Vorhaben zunächst noch nicht berücksichtigt. In dem im Mai 2019 vorgelegten 2. Gutachterentwurf waren fünfeinhalb Fernverkehrszüge pro Stunde und Richtung vorgesehen, davon viereinhalb Züge von/nach Fulda sowie ein Zugpaar pro Stunde von/nach Würzburg/Nürnberg. Der 3. Gutachterentwurf (Juli 2020) sieht 7,5 Fernverkehrszüge pro Stunde und Richtung vor. Laut Angaben von September 2019 sollen durch das Knotenvorhaben, das den Fernbahntunnel mit einschließt, 17.500 zusätzliche Reisende auf der Schiene gewonnen, 516.000 Pkw-Personenkilometer vermieden, sowie 3.000 Stunden Reisezeiten und 90 Tonnen Kohlendioxid pro Tag eingespart werden.
Laut Angaben der Deutschen Bahn soll die Kapazität des Hauptbahnhofs durch den Fernbahntunnel um 20 Prozent erhöht werden können. Durch sämtliche begleitenden Maßnahmen könne die Kapazität hingegen nur um rund fünf Prozent erhöht werden. Der Fernbahntunnel sei damit erforderlich, um die im Rahmen des Deutschlandtakts erwarteten Zugzahlen bewältigen zu können. Der Ausbau des Flughafen-Fernbahnhofs oder des Südbahnhof seien keine verkehrlich zielführenden Alternativen.
Das Netzwerk Europäischer Eisenbahnen schlägt vor, den Fernbahntunnel nachts auch mit Güterzügen zu befahren.

## Geschichte
In den 1980er und 1990er Jahren waren bereits ähnliche Projekte diskutiert und letztlich verworfen worden. In ihrem Koalitionsvertrag vom 20. Dezember 2018 begrüßte die neue hessische Landesregierung das Vorhaben ausdrücklich und sprach sich für eine vertiefende Machbarkeitsstudie aus. Auch der Rhein-Main-Verkehrsverbund begrüßte das Vorhaben. Es stärke den Frankfurter Hauptbahnhof als zentralen Umsteigepunkt und eröffne „völlig neue Perspektiven in der Nahverkehrsplanung“.

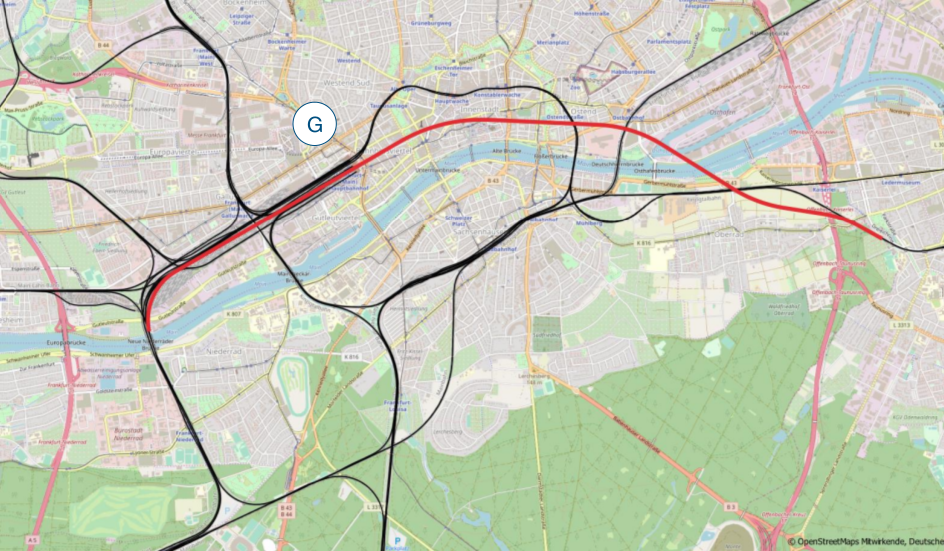
Linienführung des Fernbahntunnels (in Rot) nach Plänen von 2019

Eine Machbarkeitsstudie für den Fernbahntunnel wurde im März 2020 an eine Arbeitsgemeinschaft von Schüßler-Plan, Sweco und DB Engineering & Consulting sowie ILF Consulting Engineers Austria GmbH vergeben. Es sollten zehn Trassierungsvarianten des Tunnelverlaufs sowie vier Varianten von Standorten für die unterirdische Station erstellt werden. Es soll überprüft werden, ob eine Realisierung des Tunnels in unterschiedlichen Streckenführungen prinzipiell möglich sei und mit welchen technischen Rahmenbedingungen und Baugrundverhältnissen zu rechnen ist. In diesem Zusammenhang sollen insbesondere Grundsatzfragen vertieft untersucht, die Kostenschätzung überprüft und der Planungsprozess strukturiert werden. Der Untersuchungsraum führte zunächst von der Niederräder Brücke über den Frankfurter Hauptbahnhof Richtung Osten bis nach Oberrad und Fechenheim. Die Studie sollte von der DB Netz AG erarbeitet und vom Bund finanziert werden. Ergebnisse wurden am 28. Juni 2021 der Öffentlichkeit vorgestellt.
Es wurden verschiedene Varianten von Standorten für die unterirdische Station und den Verlauf des Tunnels untersucht: eine nördliche unter dem südlichen Westend und der östlichen Innenstadt, eine mittlere unter dem Bahnhofsviertel und der Altstadt sowie eine südliche unter dem Main. Das Projekt ist in allen untersuchten Varianten technisch realisierbar; der Kostenrahmen aus dem Bundesverkehrswegeplan 2030 wird eingehalten. Als verkehrlich und technisch beste Variante erweist sich der südliche Korridor, der Grundlage der weiteren Planung wird. Die Strecken nach Hanau können sowohl nordmainisch als auch südmainisch angebunden werden, ohne die Kapazität der Anschlussstrecken zu überlasten.
Mit Anordnung von Anfang März 2021 wurde die Machbarkeitsstudie um zusätzliche Y-Varianten ergänzt, bei denen der Tunnel sowohl an die nord- als auch die südmainische Strecke nach Hanau angebunden wird. Bei einer lediglich einseitigen, südmainischen Ostanbindung des Tunnels wurde im dritten Gutachterentwurf des Deutschlandtakts ein Engpass gesehen und eine zusätzliche zweigleisige Strecke zwischen Offenbach West und Hanau Nordseite mit bis zu 200 km/h unterstellt. Dafür sind, zum Preisstand von 2015, Investitionen von 2,1 Milliarden Euro vorgesehen.
Im weiteren Verlauf wurde der Suchraum aus der Machbarkeitsstudie konkretisiert und nach Osten erweitert.
Die Vorzugsvariante der unterirdischen Station sollte im 1. Quartal 2025 vorgestellt werden. Der zum Quartalswechsel vorgestellte Stand beinhaltet fünf Varianten, aus der eine Vorzugsvariante 2026 ausgewählt werden soll. Vier davon liegen unter den Gleisen 1a bis 4. In offener Bauweise kann eine Station 21 Meter tief entstehen. Da allerdings U-Bahn-Linien und Hafentunnel dafür ggf. mehrere Jahre gesperrt werden müssen, lehnt die Stadt Frankfurt diese Variante ab. In offener Bauweise kann auch eine Station 29 Meter tief entstehen, die dieses Problem nicht hat. Für die bergmännische Errichtung mit Tunnelbohrmaschine ist die Machbarkeit noch nicht geklärt, wobei eine vollständige Errichtung einen niedrigen Bahnhofsbereich ergibt. Eine Kombinationsvariante aus offener und bergmännischer Errichtung wird geprüft. Eine fünfte Variante legt den Tunnel 22 Meter tief etwa 500 Meter westlich vom Querbahnsteig an, unterhalb des Hafentunnels. Dies ist die günstigste und schnell zu bekommende Variante, für die sich insbesondere Fahrgastvertreter interessierten. Unter den westlichen Enden der bestehenden Bahnsteige, außerhalb der Bahnhofshallen, wird dabei eine neue Querpassage angelegt.
Ab Juni 2025 soll die Baugrunderkundung beginnen, in deren Rahmen binnen eines Jahres rund 150 Bohrungen in bis zu 100 m Tiefe erfolgen sollen.

## Kritik und Alternativen
Die Bürgerinitiative „Frankfurt 22“ setzt sich gegen den Fernbahntunnel und für einen oberirdischen Ausbau ein, darunter einen viergleisigen Ausbau zwischen Frankfurt Süd und Hauptbahnhof. Dieser ist als Teil von Frankfurt RheinMainPlus ohnehin vorgesehen, aber laut Bund und Bahn langfristig nicht ausreichend. Für einen darüber hinaus gehenden Ausbau müssten laut Angaben der Deutschen Bahn in Sachsenhausen Häuserzeilen abgerissen werden. Laut Angaben der Deutschen Bahn könnten mit einem oberirdischen Ausbau zwischen Hauptbahnhof und Süd ein Kapazitätszuwachs von nur fünf Prozent und keine Fahrzeitgewinne erzielt werden, bei gleichzeitig großen bauzeitlichen Einschränkungen.